# Slovenski institut za kakovost in meroslovje
Slovenski institut za kakovost in meroslovje (kratica SIQ) je bil ustanovljen ob koncu leta 1992 kot naslednik Instituta za kakovost in metrologijo (IKM) s pogodbo o ustanovitvi, ki so jo sklenili Vlada Republike Slovenije, Gospodarska zbornica Slovenije, Iskra Holding d.d. (kot predstavnik podjetij Iskre), Gorenje Gospodinjski aparati d.o.o., Zavarovalnica Triglav d.d. in Institut za kakovost in metrologijo (IKM). 
SIQ ima status zavoda zasebnega prava. Njegovo delovanje upravlja in nadzira Svet SIQ. Upravljanje certifikacijskih sistemov, ki jih vodi institut, je v pristojnosti Upravnega odbora certificiranja.
V upravnih organih instituta so predstavniki zainteresiranih javnih, gospodarskih, industrijskih in drugih združenj, ki predstavljajo interese odjemalcev storitev instituta.